# Сенцијенели-Каванела (Венеција)
Сенцијенели-Каванела је насеље у Италији у округу Венеција, региону Венето.
Према процени из 2011. у насељу је живело 30 становника. Насеље се налази на надморској висини од -1 м.